# Watkins Glen International
Watkins Glen International es un autódromo ubicado en el poblado de Watkins Glen, Schuyler, Nueva York, Estados Unidos. Fue inaugurado en el año 1953, pertenece desde 1997 a la empresa International Speedway Corporation, y se publicita como "el alma del automovilismo estadounidense en autódromos" (en inglés: "the Soul of American Road Racing"). Allí se han celebrado carreras de la serie CART, la IndyCar Series, la Indy Lights, la Fórmula 1, la Fórmula Atlantic, la NASCAR Cup Series, el Campeonato Mundial de Resistencia, el Campeonato IMSA GT, la CanAm, la Trans-Am, la Fórmula 5000 y la Grand-Am Rolex Sports Car Series.

## Descripción general del trazado
En Watkins Glen se reinició la competición rutera estadounidense en 1948 con un circuito de 10,6 km formado por carreteras que iban desde el cemento a la tierra. Allí se corrió hasta 1952.
De 1953 a 1955 se corrió sobre un auténtico circuito, aunque era provisional, y en 1956 se diseñó un circuito permanente de 3.700 metros que duró hasta 1981, en el que el circuito se declara en quiebra. Pero en 1983 lo compra la cristalera Corning Glass y en 1984 se reinaugura. En el año 1992 llega la remodelación definitiva, con un trazado de dos variantes: una corta y muy rápida de 3.950 metros y una más larga y virada de 5.430 metros.

## Carreras

### Fórmula 1
Desde 1961 hasta 1980, Watkins Glen albergó el Gran Premio de Estados Unidos de Fórmula 1. El piloto francés François Cevert falleció en Watkins Glen durante la tanda de clasificación del Gran Premio de los Estados Unidos de 1973, y Helmuth Koinigg murió después de chocar tras el pinchazo de un neumático en el Gran Premio de los Estados Unidos de 1974.
Después de dos carreras menos exitosas como Gran Premio de los Estados Unidos de Fórmula 1 como el evento de 1959 celebrado en Sebring, Florida, y en 1960 en Riverside, California, los promotores estaban buscando un nuevo lugar para un Gran Premio americano en 1961. Apenas seis semanas antes de la fecha prevista para otra carrera de Fórmula Libre, Argetsinger aprovechó para proponerles a los dueños del autódromo de Watkins Glen que estuviese dispuesto a acoger la ronda final del Campeonato del Mundo de Fórmula 1 en su lugar. Aunque muchos de los preparativos necesarios ya se habían hecho para la carrera de Fórmula Libre, nuevos pozos fueron construidos para el Gran Premio de F1 de acuerdo con el estilo europeo de los boxes con la cubierta superior. Participaron siete conductores estadounidenses y la carrera fue ganada por el británico Innes Irleand con el estadounidense Dan Gurney en el segundo escalón del podio. La única decepción del fin de semana fue que el piloto estadounidense recién coronado campeón del mundo Phil Hill apareció sólo como el Gran Mariscal del evento, no en su Ferrari nariz de tiburón, ya que el equipo todavía estaba de luto por la muerte del conde Wolfgang von Trips en Monza, la carrera anterior.
El GP de Estados Unidos en el Glen se convirtió rápidamente en una tradición otoñal y grandes multitudes de aficionados a las carreras acudieron al norte del estado de Nueva York cada año en medio de los colores del otoño espectacular. La carrera fue también una de las más populares del calendario de Grandes Premios para los equipos y pilotos, debido a que el dinero del premio a menudo era muy superior a los de las otras carreras. La misma recibió los premios de la asociación de pilotos por la organización del G.P. en las temporadas de 1965, 1970 y 1972.
Una característica principal del Gran Premio de los Estados Unidos en el Glen fue el promotor de arranque para las carreras, "Tex" Hopkins. Vestido con un traje lila, apretando un gran puro en la boca y dando todo lo que tenía, Hopkins fue el más reconocido del Grand Prix. Una vez que los coches ocuparon sus puestos, Hopkins cruzaba la línea de la parrilla de espaldas, se volvía y saltaba en el aire, agitando la bandera nacional para iniciar la carrera. A la llegada, recibía al ganador de manera similar, esta vez agitando la bandera a cuadros cuando el coche cruzaba la línea.
Antes de la carrera de 1971, el trazado se sometió a sus cambios más significativos de la época del Gran Premio, ya que se amplió de 3,78 km (2,35 millas) a 5.435 kilómetros (3.377 millas) por la adición de cuatro curvas en una nueva sección denominada "Boot" o "yunque". El nuevo diseño partió de la recta principal, cerca del extremo sur en una cuesta abajo que se encrespa a mano izquierda por el sector del bosque. La pista sigue el borde de la ladera a dos sectores consecutivos diestros, a través de una emocionante cresta ciega para una vuelta a la izquierda y de regreso al trazado tradicional. Además, el circuito se amplió y reapareció, y los dos pozos y la línea de meta fueron trasladados de nuevo antes del ángulo recto que forma en la curva de la esquina noroeste conocida como "The 90".
A pesar de las mejoras, el circuito fue incapaz de garantizar la seguridad del cada vez más rápido y más rígido efecto suelo de los nuevos coches de finales de los 70, llegando a causar accidentes mortales (como los que se cobró la vida de Helmuth Koinigg y François Cevert) y tampoco pudo con los críticos sectores que cada vez se hacían más notables entre la afición, generalizando mucha polémica y que comenzó a empañar la imagen del trazado. Finalmente, en mayo de 1981, varios meses después de que Alan Jones hubiese ganado la carrera de 1980 para Williams, la FIA (Federación Internacional del Automóvil) hizo eliminar la carrera de su calendario porque la pista no había pagado su deuda de $800.000 a los equipos.

### CART e IndyCar Series
La serie CART disputó en 1979 y 1980 una carrera de 150 millas la primera semana de agosto, en tanto que la carrera de 1981 se disputó la primera semana de octubre a 200 millas en sustitución del Gran Premio de Estados Unidos de Fórmula 1. Tiempo después, la IndyCar Series visitó Watkins Glen la última semana de septiembre de 2005 para disputar una carrera de 200 millas. En 2006 se disputó la primera semana de junio, desde 2007 hasta 2010 tuvo lugar la primera semana de julio, aprovechando el feriado del Día de la Independencia. La carrera retornará en septiembre de 2016.
| Año               | Piloto            | Automóvil         | Equipo            |
| CART World Series | CART World Series | CART World Series | CART World Series |
| ----------------- | ----------------- | ----------------- | ----------------- |
| 1979              | Bobby Unser       | Penske Cosworth   | Penske            |
| 1980              | Bobby Unser       | Penske Cosworth   | Penske            |
| 1981              | Rick Mears        | Penske Cosworth   | Penske            |
| IndyCar Series    |                   |                   |                   |
| 2005              | Scott Dixon       | Panoz Toyota      | Ganassi           |
| 2006              | Scott Dixon       | Panoz Honda       | Ganassi           |
| 2007              | Scott Dixon       | Dallara Honda     | Ganassi           |
| 2008              | Ryan Hunter-Reay  | Dallara Honda     | Rahal Letterman   |
| 2009              | Justin Wilson     | Dallara Honda     | Dale Coyne        |
| 2010              | Will Power        | Dallara Honda     | Penske            |
| 2016              | Scott Dixon       | Dallara Chevrolet | Ganassi           |
| 2017              | Alexander Rossi   | Dallara Honda     | Andretti          |

### Fórmula Atlantic e Indy Lights
| Año              | Piloto                                                              |
| Fórmula Atlantic | Fórmula Atlantic                                                    |
| ---------------- | ------------------------------------------------------------------- |
| 1974             | Bill O'Connor                                                       |
| 1987             | Calvin Fish                                                         |
| 1989             | Jocko Cunningham                                                    |
| 1990             | Brian Till                                                          |
| 1991             | Jimmy Vasser                                                        |
| 1992             | Russell Spence                                                      |
| Indy Lights      |                                                                     |
| 2005             | Jeff Simmons                                                        |
| 2006             | Bobby Wilson                                                        |
| 2007             | Wade Cunningham (primera carrera) Alex Lloyd (segunda carrera)      |
| 2008             | Raphael Matos (primera carrera) Richard Antinucci (segunda carrera) |
| 2009             | J. R. Hildebrand                                                    |
| 2010             | Jean-Karl Vernay                                                    |

### NASCAR
Desde el año 1986, la NASCAR Cup Series disputa el segundo fin de semana de agosto una carrera de 220 millas (350 km) de extensión, llamada "Copa NASCAR en el Glen", utilizando siempre el trazado corto. Es uno de los dos circuitos mixtos que visita la categoría, el otro es Sears Point. Por es emotivo, es habitual que en ambas carreras se inscriban pilotos que compiten habitualmente en automóviles deportivos y gran turismos, a veces reemplazando pilotos titulares menos habilidosos en circuitos mixtos.
La NASCAR Nationwide Series celebró una carrera en Watkins Glen la última semana de junio, de 150 millas (240 km) de duración desde 1994 hasta 1994, y de 200 millas (320 km) desde 1995 hasta 2001. A partir de 2005, esa categoría disputa nuevamente una carrera de 200 millas, pero como evento preliminar a la carrera de la NASCAR Cup Series. La NASCAR Truck Series disputó una carrera de 150 millas desde 1996 hasta 2000 en distintas épocas del año.
Cabe destacar que tras un fuerte accidente en el cual un piloto de la GTP se fracturó sus piernas, el piloto de la NASCAR Winston Cup Series,  J. D. McDuffie  sufrió un grave accidente en la entonces curva 5, tras perder una rueda en la aproximación impactó de lleno y de forma lateral contra el muro de  neumáticos  y se elevó en el aire, para caer sobre el techo. Al mismo tiempo el piloto  Jimmy Means  embistió de lleno el muro saliendo completamente ileso, pero no hubo nada que hacer, perdiendo McDuffie la vida casi al instante a consecuencia de una fractura anular de la base del cráneo. El circuito sufrió tras éstos hechos una de sus últimas modificaciones la cual consistió en construir una doble chicane al final de la recta, al objeto de reducir la velocidad de llegada a ésta rápida curva peraltada. 
| Año  | Cup Series         | Cup Series | Busch/Nationwide Series | Busch/Nationwide Series | Truck Series | Truck Series |
| Año  | Piloto             | Marca      | Piloto                  | Marca                   | Piloto       | Marca        |
| ---- | ------------------ | ---------- | ----------------------- | ----------------------- | ------------ | ------------ |
| 1986 | Tim Richmond       | Chevrolet  | -                       | -                       | -            | -            |
| 1987 | Rusty Wallace      | Pontiac    | -                       | -                       | -            | -            |
| 1988 | Ricky Rudd         | Buick      | -                       | -                       | -            | -            |
| 1989 | Rusty Wallace      | Pontiac    | -                       | -                       | -            | -            |
| 1990 | Ricky Rudd         | Chevrolet  | -                       | -                       | -            | -            |
| 1991 | Ernie Irvan        | Chevrolet  | Terry Labonte           | Oldsmobile              | -            | -            |
| 1992 | Kyle Petty         | Pontiac    | Ernie Irvan             | Chevrolet               | -            | -            |
| 1993 | Mark Martin        | Ford       | Bill Elliott            | Ford                    | -            | -            |
| 1994 | Mark Martin        | Ford       | Terry Labonte           | Chevrolet               | -            | -            |
| 1995 | Mark Martin        | Ford       | Terry Labonte           | Chevrolet               | -            | -            |
| 1996 | Geoffrey Bodine    | Ford       | Terry Labonte           | Chevrolet               | Ron Hornaday | Chevrolet    |
| 1997 | Jeff Gordon        | Chevrolet  | Mike McLaughlin         | Chevrolet               | Ron Fellows  | Chevrolet    |
| 1998 | Jeff Gordon        | Chevrolet  | Ron Fellows             | Chevrolet               | Joe Ruttman  | Ford         |
| 1999 | Jeff Gordon        | Chevrolet  | Dale Earnhardt Jr.      | Chevrolet               | Ron Fellows  | Chevrolet    |
| 2000 | Steve Park         | Chevrolet  | Ron Fellows             | Chevrolet               | Greg Biffle  | Ford         |
| 2001 | Jeff Gordon        | Chevrolet  | Ron Fellows             | Chevrolet               | -            | -            |
| 2002 | Tony Stewart       | Pontiac    | -                       | -                       | -            | -            |
| 2003 | Robby Gordon       | Chevrolet  | -                       | -                       | -            | -            |
| 2004 | Tony Stewart       | Chevrolet  | -                       | -                       | -            | -            |
| 2005 | Tony Stewart       | Chevrolet  | Ryan Newman             | Dodge                   | -            | -            |
| 2006 | Kevin Harvick      | Chevrolet  | Kurt Busch              | Dodge                   | -            | -            |
| 2007 | Tony Stewart       | Chevrolet  | Kevin Harvick           | Chevrolet               | -            | -            |
| 2008 | Kyle Busch         | Toyota     | Marcos Ambrose          | Ford                    | -            | -            |
| 2009 | Tony Stewart       | Chevrolet  | Marcos Ambrose          | Toyota                  | -            | -            |
| 2010 | Juan Pablo Montoya | Chevrolet  | Marcos Ambrose          | Toyota                  | -            | -            |
| 2011 | Marcos Ambrose     | Ford       | Kurt Busch              | Dodge                   | -            | -            |
| 2012 | Marcos Ambrose     | Ford       | Carl Edwards            | Ford                    | -            | -            |
| 2013 | Kyle Busch         | Toyota     | Brad Keselowski         | Ford                    | -            | -            |
| 2014 | A. J. Allmendinger | Chevrolet  | Marcos Ambrose          | Ford                    | -            | -            |
| 2015 | Joey Logano        | Ford       | Joey Logano             | Ford                    | -            | -            |
| 2016 | Denny Hamlin       | Toyota     | Joey Logano             | Ford                    | -            | -            |
| 2017 | Martin Truex Jr.   | Toyota     | Kyle Busch              | Toyota                  | -            | -            |
| 2018 | Chase Elliott      | Chevrolet  | Joey Logano             | Ford                    | -            | -            |
| 2019 | Chase Elliott      | Chevrolet  | Austin Cindric          | Ford                    | -            | -            |
| 2021 | Kyle Larson        | Chevrolet  | Ty Gibbs                | Toyota                  | Austin Hill  | Toyota       |

#### 6 Horas de Watkins Glen
Las 6 Horas de Watkins Glen es una carrera de resistencia disputada con sport prototipos y gran turismos celebrada anualmente en el circuito de Watkins Glen, del Estado de Nueva York. Desde 1968 hasta 1981, se disputó en julio como parte del Campeonato Mundial de Resistencia. La edición 1984 fue parte del Campeonato IMSA GT, pero con un formato de dos mangas de 3 horas cada una. Para 1985, la carrera pasó a denomominarse Glen Continental y tener una manga de 3 horas para sport prototipos y otra de idéntica duración para gran turismos. En 1986 hubo una única carrera de 500 millas (800 km). Desde 1987 hasta 1992, duró 500 km y compitieron únicamente sport prototipos.

## Galería

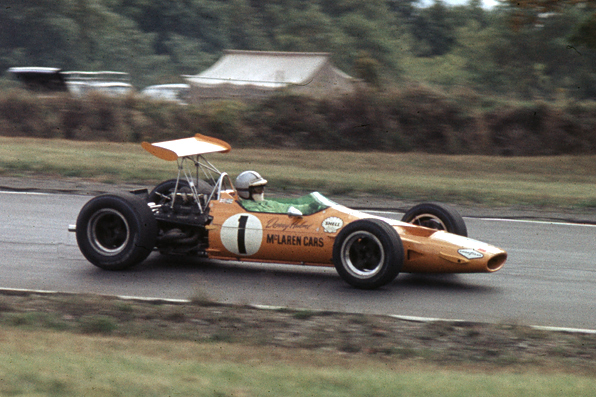
Denny Hulme en el Gran Premio de Estados Unidos de 1968
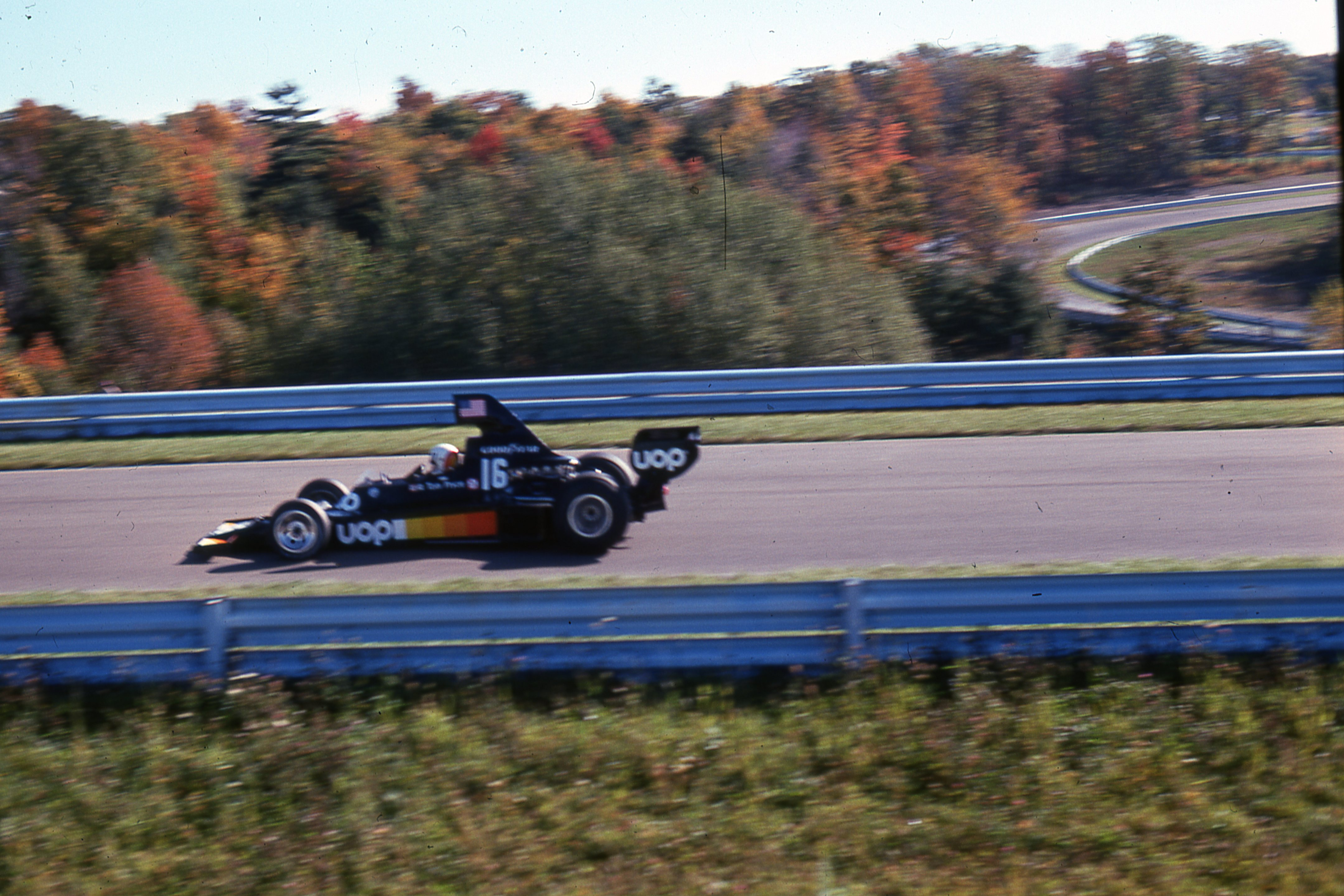
Tom Pryce en el Gran Premio de Estados Unidos de 1975
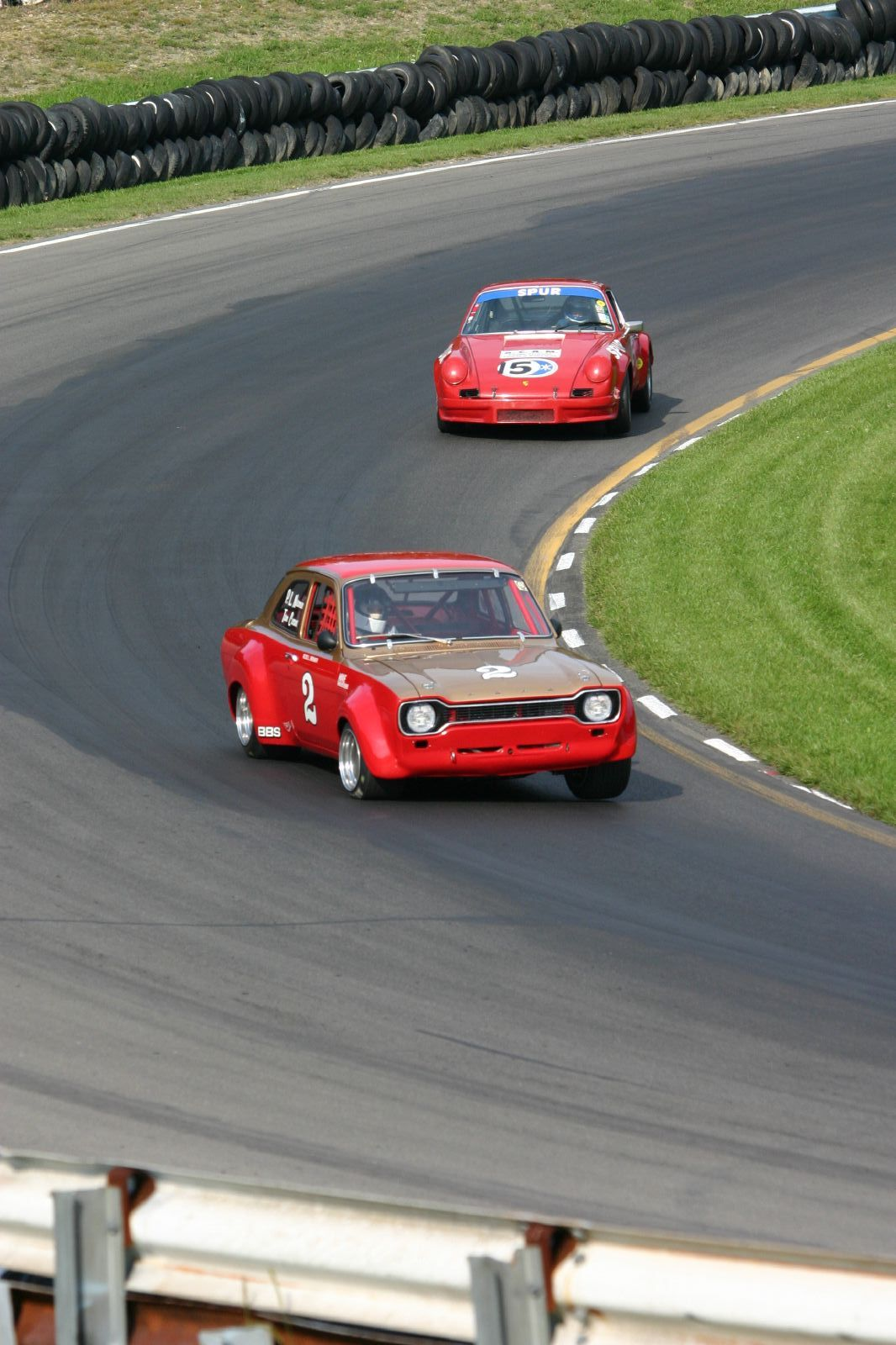
Ford Escort y Porsche 911 en el U.S. Vintage Grand Prix de 2004
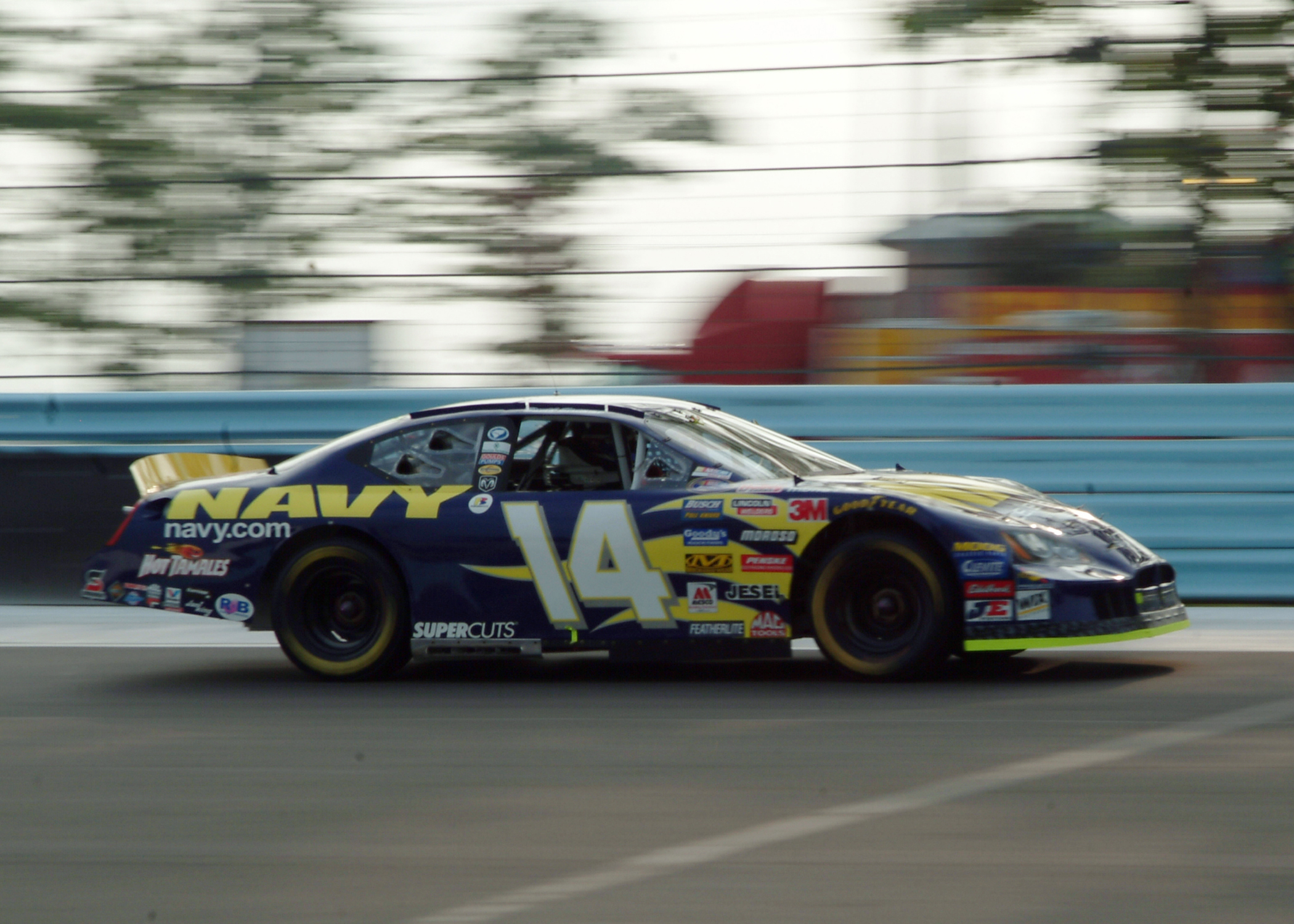
David Stremme en las 200 de Watkins Glen de la Nascar Busch Series 2005